# Estatuto de Autonomía de Baleares de 1983
El Estatuto de Autonomía de las Islas Baleares, aprobado por la Ley Orgánica 2/1983, de 25 de febrero, estableció la comunidad autónoma de las Islas Baleares. Desde su aprobación en 1983 ha sufrido cuatro reformas, los más recientes en 2007 que entraron en vigor el 1 de marzo de 2007, coincidiendo con el día de las Islas Baleares.

## Proceso de elaboración

### Antecedentes
Sin más precedentes que el Preproyecto de Estatuto de Autonomía Balear de 1931, el 4 de junio de 1977 los distintos grupos políticos baleares firmaron el Pacto Autonómico mediante el cual se asumía el compromiso de ejercitar el derecho a la autonomía política del archipiélago. Después de las elecciones del 15 de junio de 1977, los parlamentarios elegidos aprobaron el 12 de diciembre de 1977 en Ciudadela el Proyecto de régimen transitorio para la autonomía Balear. Esta misma Asamblea de Parlamentarios aprobaría después en Ibiza el contenido del Real Decreto-Ley 18/1978, de 13 de junio, que instauró el régimen preautonómico, con tres consejos insulares y un Consejo General Interinsular.

### Iniciativa autonómica
En junio de 1980 las diversas fuerzas políticas acordaron crear una comisión específica para elaborar un Preproyecto de estatuto de autonomía, llamada Comissió dels Onze (Comisión de los once). La formaban:
- Por UCD: Rafael Gil Mendoza, Lluís Piña, Joan Josep Ribas y Francesc Tutzó.
- Por PSOE: Gregorio Mir y Félix Pons.
- Por PCE: Ignacio Ribas.
- Por AP: Josep Cañellas Fons.
- Por PSMa: Damià Pons.
- Por PSMe: Andreu Murillo.
- Por Independientes de Ibiza y Formentera: Vicent Ferrer Castelló.

El Preproyecto se elaboró en el Consejo General Interinsular en abril de 1981. Los puntos más polémicos fueron la lengua, la bandera y, sobre todo, en la composición del Parlamento, ya que había fuerzas que pretendían la paridad entre los diputados de Mallorca y los de las islas menores, de forma que el número de los primeros fue igual al de la suma de los representantes de Menorca, Ibiza y Formentera.
Durante el verano de 1981, UCD y PSOE firmaron un acuerdo para dar por concluido el Preproyecto, que, por ejemplo, excluía los consejos insulares de la relación de instituciones de la comunidad autónoma y adoptaba un sistema proporcional corregido para la composición del Parlamento. Mientras tanto, y hasta final de año, los ayuntamientos de las Islas se pronunciaban respecto a la iniciativa autonómica, no sin problemas, especialmente en Ibiza, donde AP (que defendía la paridad) tenía más influencia. El 7 de diciembre de 1981, Jeroni Albertí, de UCD, presidente del Consejo General Interinsular, convocó la asamblea de parlamentarios y consejeros insulares que finalmente aprobó el texto definitivo, con los votos favorables de la UCD, el PSOE, y los independentistas de Menorca, la abstención del PCE, y los votos contrarios del PSMa Y del PSMe (los representantes de AP se ausentaron como protesta por la supuesta irregularidad de la convocatoria).

### Tramitación parlamentaria
El proyecto de Estatuto fue presentado en el Congreso de los Diputados el 16 de diciembre de 1981, y fue publicado en el BOE el 10 de marzo de 1982, pero su tramitación quedó paralizada como consecuencia de la descomposición de la UCD y de la celebración de las elecciones generales del 28 de octubre de 1982.
En el Congreso, el Grupo Popular propuso numerosas enmiendas e incluso una enmienda a la totalidad, siempre defendiendo la paridad, pero no prosperó. Finalmente, el Pleno del Congreso aprobó el texto el 16 de enero de 1983 por 193 votos a favor, 3 en contra, 107 abstenciones y 1 voto nulo. Después de pasar por el Senado sin variaciones, el Pleno del Congreso aprobó definitivamente el Estatuto el 25 de febrero de 1983, con 206 votos favorables, 1 en contra y 97 abstenciones. Al tratarse de un texto estatutario tramitado según la vía ordinaria, no fue sometido a referéndum popular. 
El Estatuto se convirtió así en la Ley Orgánica 2/1983, de 25 de febrero, que entró en vigor el mismo día de su publicación en el BOE, el 1 de marzo de 1983. Posteriormente, esta fecha sería oficialmente designada día de las Islas Baleares.